# ثيروكسين
الثيروكسين (بالإنجليزية: Thyroxin, Tetraiodothyronine, T4)‏ هو هرمون تنتجه الخلايا الجريبية في الغدة الدرقية وتفرزه في مجرى الدم. وهو الهرمون الأساسي للغدة الدرقية وضروري لعمليات الأيض والنمو.